# Serolina acaste
Serolina acaste är en kräftdjursart som beskrevs av Gary C.B. Poore1987. Serolina acaste ingår i släktet Serolina och familjen Serolidae. Inga underarter finns listade i Catalogue of Life.